# Magallón
Magallón est une commune d’Espagne, dans la province de Saragosse, communauté autonome d'Aragon, comarque de Campo de Borja.

## Histoire
En 1366, la cité fut prise par les troupes franco-bretonnes de Bertrand Du Guesclin et de Guillaume Boitel pour le compte d'Henri de Trastamare.

## Personnalités liées à la commune
- Elisa Garrido (1909-1990), républicaine espagnole engagée dans la Guerre d'Espagne et la Résistance française, survivante des camps de la mort nazis, est née dans la commune, où une rue porte son nom[1];